# Storia di fifa e di coltello - Er seguito der Più
Storia di fifa e di coltello - Er seguito der Più è un film del 1972 diretto da Mario Amendola. Il film è un seguito e al tempo stesso una parodia di Er più - Storia d'amore e di coltello, del quale mantiene non solo l'ambientazione ma anche buona parte del cast di comprimari.

## Trama
Roma, primi anni del 1900. Ciccio Pennisi, cugino del defunto Nino Patroni, Er Più de Borgo, chiama dalla lontana Cefalù suo cugino Franco, un mite arrotino e fratello di Nino. Ciccio si aspetta che Franco possa diventare il nuovo Più, tutelando l'onore della famiglia, dei borghiciani e amministrando la spiccia giustizia popolare.
Franco, di indole codarda, per un certo tempo riesce a fingersi coraggioso agli occhi del borgo e si guadagna l'amore della bella Silvana e l'inimicizia di Bartolo, il Più del quartiere di San Giovanni.
Tuttavia, in occasione dell'inaugurazione della luce elettrica nel quartiere di San Giovanni, il primo quartiere di Roma a avere la luce elettrica grazie all'influenza di Bartolo, gli uomini di Borgo irrompono sul luogo della cerimonia e provocano una gigantesca rissa in cui Franco è spinto a fare il capopopolo. L'inaugurazione è mandata a monte e Franco teme la prevedibile vendetta di Bartolo e dei suoi; finge quindi di avere contratto una strana forma di rabbia da un cane che lo ha morso durante l'inaugurazione in modo da sottrarsi alla sfida degli avversari. La sig.ra Teresa però scopre l'inganno e lo caccia di casa.
Mentre Franco si allontana dalla casa incontra per caso Bartolo, ferito da una coltellata di Verdicchio che intendeva difendere l'onore della sorella Iris, insidiata da Bartolo. Per una serie di equivoci Franco appare come l'autore della coltellata e, per il suo coraggio, viene di nuovo accolto in famiglia con grandi onori. Mentre Bartolo è convalescente i suoi fratelli sfidano Franco a duello in una località dall'altra parte di Roma: dove venne sfidato un anno prima il fratello Nino.
La mattina del duello Ciccio scopre che se, Franco indossa la bombetta appartenuta al fratello Nino, si trasforma in un uomo di coltello coraggioso e spavaldo. Grazie al potere della bombetta Franco riesce a duellare valorosamente finché il combattimento non è interrotto da Bartolo che, arrivato convalescente in calesse, ferma i suoi fratelli dicendogli che le sue vendette deve risolverle personalmente.
Tornato a casa Ciccio induce Franco a tenere sempre in testa la bombetta (perché appena la toglie ritorna vile e codardo) e così Franco diventa un autentico erede del fratello Nino, guadagnandosi il rispetto del quartiere (che lo protegge dalle indagini della Polizia per l'accoltellamento di Bartolo) e il definitivo amore di Silvana. Tra le gesta del nuovo Più c'è anche la vendetta contro il Cinese, l'autore dell'omicidio di Nino, che Franco malmena e getta nel Tevere non appena il Cinese esce dalla prigione Regina Coeli.
Grazie all'autorevolezza di Franco il primo quartiere di Roma ad avere la luce elettrica è proprio il Borgo. Durante l'inaugurazione si presenta Bartolo, ma non per sfidarlo a duello. È innamorato della sorella di Verdicchio e ne chiede la mano in presenza del fratello e di Franco. I due acconsentono alle nozze, e questo sigilla anche un'alleanza tra i quartieri di Borgo e di San Giovanni. Proprio nel bel mezzo dei festeggiamenti irrompe un uomo armato di pistola: è Cesare, conosciuto come Er Boia, il fratello del Cinese, che vuole vendicarsi contro Franco per aver malmenato il fratello. Parte un colpo di pistola che fa volare via la bombetta di Nino, che si incastra nei circuiti elettrici e, prendendo fuoco, provoca un black out.
Quando la luce viene ripristinata si scopre che Franco, Silvana e Ciccio sono spariti, così come il cavallo del calesse di Totarello. Franco, stanco di rischi e vendette, ha approfittato della confusione per rapire l'amata Silvana e fuggire a cavallo verso Cefalù; è inseguito da Ciccio, che cerca di farsi dare un passaggio.

## Produzione
Nonostante sia ambientato nella vecchia Roma, il film venne principalmente girato nel Borgo di Ostia antica con delle quinte atte a nascondere il  Castello di Giulio II.
Altri luoghi sono Ceri, nel comune di Cerveteri a simulare Cefalù e Nepi, in provincia di Viterbo. Solo le scene all'esterno del Complesso monumentale di San Michele a Ripa Grande di fronte Porta Portese vennero effettivamente girate a Roma.